# Флашинг (кладбище)
Кладбище Флашинг (англ. Flushing Cemetery), расположено в районе Флашинг, Куинс, Нью-Йорк. Основано в 1853 году.
На момент основания кладбища население Квинса составляло 20.000 человек.
К 1951 году на кладбище были похоронены 47.000 человек.
На кладбище похоронены Луи Армстронг, Диззи Гиллеспи, Джонни Ходжес, Арис Сан, Мэй Робсон, Джо Ван Флит, Барух Бернард.